# Charles Catterall
Charles Catterall, född 16 oktober 1914, död 1 november 1966, var en sydafrikansk boxare.
Catterall blev olympisk silvermedaljör i fjädervikt i boxning vid sommarspelen 1936 i Berlin.